# Karabin Springfield M1855
Karabin Springfield M1855 – amerykański regulaminowy karabin o zapłonie kapiszonowym, zaprojektowany przez Springfield Armory. 
Lufa o długości 1016 mm posiadała gwint trójbruzdowy, prawoskrętny. Mimo zasięgu skutecznego wynoszącego nawet 1000 m, celownik ustawiono na odległość 823 m. Najczęściej stosowano w nim kapiszony na papierowej taśmie. Jednakże były one drogie i powolne w produkcji. Wobec tego wojska Unii przyjęły zmodernizowany wariant, M1861, przystosowany do kapiszonów miedzianych z uproszczonymi przyrządami celowniczymi. Ostateczna wersja, wz. 1863, miała także nowy, wzmocniony kurek. 
Karabin był używany podczas wojny Yakima oraz wojny secesyjnej. Podczas tej drugiej podstawową bronią używaną przez obie strony konfliktu. Później karabin został wyparty przez nowsze konstrukcje.